# عين في السماء (فلم 2015)
عين في السماء هو فيلم إثارة بريطاني صدر سنة 2015 , من تمثيل هيلين ميرين و آرون بول و آلان ريكمان و برخد عبدي. تم إخراج الفيلم من قبل المخرج جافين هوود وقصة غي هيبرت، يظهر حرب الطائرات بدون طيار، بدأ التصوير في جنوب أفريقيا في سبتمبر 2014 .
عين في السماء عرض لأول مرة في مهرجان تورنتو السينمائي لسنة 2015 في تاريخ 11 سبتمبر 2015 . شركة بليكر ستريت تخطط لتوزيع الفيلم في دور السينما في الولايات المتحدة، مع إصدار محدود بدأ من يوم 11 مارس 2016. وشرك ةإنترتيمنت ون تهدف  لتوزيع الفيلم في دور العرض في المملكة المتحدة في 8 أبريل 2016. صدر الفيلم في كندا، بلجيكا، هولندا، لوكسمبورغ، اسبانيا، أستراليا، ونيوزيلندا.

## ملخص
العقيد كاثرين باول (ميرين)  تقود بعثة سرية للطائرات بدون طيار للقبض على مجموعة إرهابية يعيشون في مخبأ في نيروبي في كينيا. عندما تعلم باول ان المجموعة تخطط لتنفيذ هجوم انتحاري، يتم تغيير هدفها لقتل الإرهابيين.

## الممثلون
آرون بول بدور الملازم ثاني ستيف واتس، وهو قائدة طيارة من طراز أوساف مق-9 
هيلين ميرين بدور العقيد كاثرين باول، ضابطة الإستخبارات العسكرية في المملكة المتحدة
ألان ريكمان بدور الجنرال فرانك بينسون، نائب رئيس هيئة الأركان
برخد عبدي بدور جاما فرح، وكيل كينيا السري
إيان غلين بدور وزير الخارجية البريطاني جيمس ويليت

## وصلات خارجية
- مقالات تستعمل روابط فنية بلا صلة مع ويكي بيانات

لا توجد روابط لمواقع التواصل الاجتماعي.